# Temple Thiên Niên
Le temple Thiên Niên est un temple bouddhiste du village de Xuan La, dans le district de Tay Ho, à Hanoï, au Viêt Nam. Il vénère Buoi Quoc Khai, Pham Thi Ngoc Do et la concubine du roi Lê Thánh Tông. Il a été construit par l'empereur Lý Nam Đế.